# Regla rodante

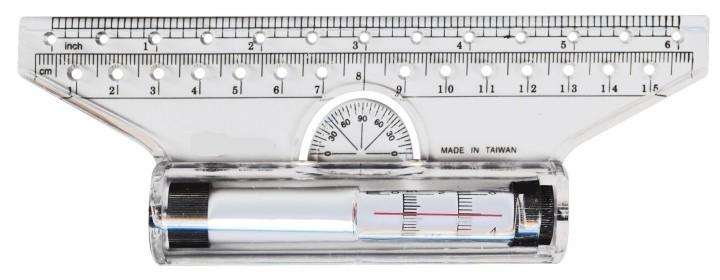
Regla rodante

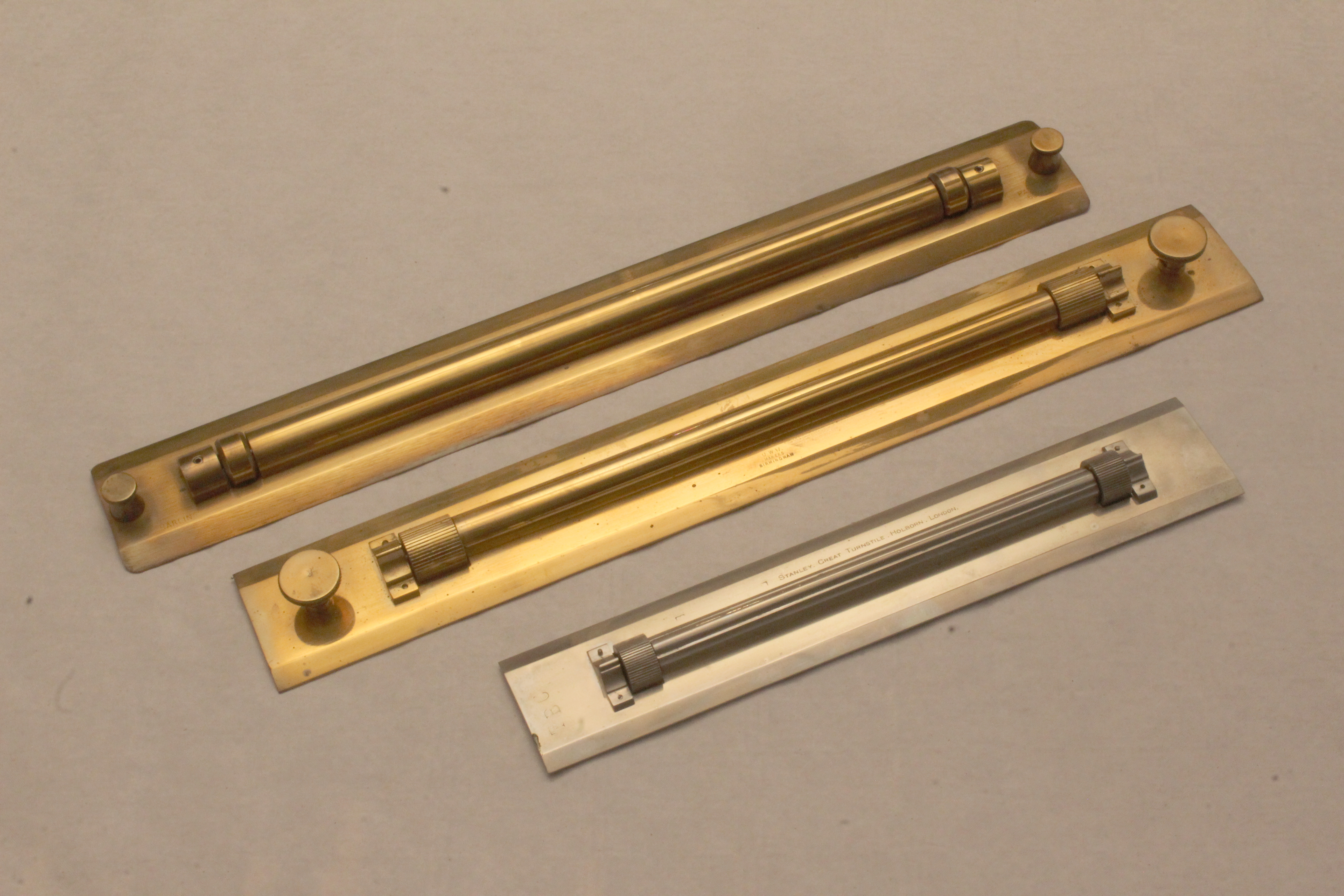
Modelos antiguos de regla rodante

Una regla rodante es un regla graduada que contiene un cilindro interior montado sobre un eje longitudinal, lo que le permite rodar sin cambiar de orientación sobre una hoja de papel u otra superficie donde se esté utilizando. Ideada para dibujar líneas rectas con especial facilidad cuando son paralelas entre sí, en su diseño incluye otros elementos que hacen posible usarla como transportador y compás.
La moderna regla rodante, con transportador y múltiples orificios que permiten utilizarla como compás de longitudes fijas, fue patentada en los EE. UU. en 1991 por Wei Wang.